# BRST 양자화
BRST 양자화(영어: BRST quantization) 또는 베키-루에-스토라-튜틴 양자화(영어: Becchi–Rouet–Stora–Tyutin quantization)는 게이지 이론을 양자화하는 한 방법이다. 게이지 이론은 비물리적인 대칭(게이지 대칭)을 지녀 그냥 양자화하기 어렵다. 게이지 대칭을 무시하고 그냥 양자화하면 그 힐베르트 공간이 양의 정부호의 내적을 얻지 못한다. 따라서 상태공간에 차수(grading)를 붙이고 코호몰로지를 만들어 물리적 힐베르트 공간을 얻는다.

## 역사
카를로 베키(이탈리아어: Carlo Maria Becchi), 알랭 루에(프랑스어: Alain Rouet), 레몽 스토라(프랑스어: Raymond Félix Stora), 러시아의 물리학자 이고리 빅토로비치 튜틴(러시아어: И́горь Ви́кторович Тю́тин) 이 1970년대에 도입하였다.

## 전개
게이지 이론의 상태공간 {\displaystyle H}는 ℤ₂×ℝ차수가 붙은 벡터 공간 (graded vector space)을 이룬다. 여기서 ℤ₂는 반전성이고, ℝ은 유령수(영어: ghost number)다. 상태공간 위에 정의된 연산자도 마찬가지로 ℤ₂×ℝ차수가 붙어 있는데, 예를 들어 BRST 연산자 {\displaystyle Q}는 반전성 {\displaystyle -1} (홀수), 유령수 1을 가진다.
{\displaystyle H_{n}}이 유령수 {\displaystyle n}을 가진 상태공간의 부분공간이라고 하자. 그러면 {\displaystyle Q:H_{n}\to H_{n+1}}이다. {\displaystyle Q^{2}=0}이므로, 이는 코호몰로지를 이룬다. 이를 BRST 코호몰로지라고 한다.
실재하는 상태는 {\displaystyle Q}의 코호몰로지, 즉 벡터 공간 {\displaystyle \ker Q_{n+1}/\operatorname {Im} Q_{n}}의 원소다.

### 일반적 게이지 이론의 양자화
일련의 장 {\displaystyle \phi _{i}}와 게이지 대칭 {\displaystyle \delta _{\alpha }}를 생각하자. 이들이 리 대수
{\displaystyle [\delta _{\alpha },\delta _{\beta }]={f_{\alpha \beta }}^{\gamma }\delta _{\gamma }}
를 만족한다고 하자. 경로적분을 위하여 게이지 고정 조건 {\displaystyle F^{A}(\phi _{i})=0}을 가하자. 원래 이론의 (게이지 고정 전) 작용이 {\displaystyle S_{0}}이라고 하면, 이론의 경로적분은 다음과 같다.
{\displaystyle {\frac {1}{V_{\text{gauge}}}}\int D\phi \;\exp(-S_{0})=\int D\phi \;DB_{A};Db_{A}Dc^{\alpha }\exp(-S)}
여기서 새 작용은 다음과 같다.
{\displaystyle S=S_{0}+i\int B_{A}F^{A}(\phi )+\int b(\delta _{\alpha }F^{A})c^{\alpha }}
여기서 {\displaystyle b_{A}}, {\displaystyle c^{\alpha }}는 그라스만 장이다.
게이지 고정한 작용 {\displaystyle S}는 다음과 같은 BRST 대칭을 만족한다.
{\displaystyle \delta \phi _{i}=-i\epsilon c^{\alpha }\delta _{\alpha }\phi _{i}}
{\displaystyle \delta b_{A}=-\epsilon B_{A}}
{\displaystyle \delta c^{\alpha }=-{\frac {1}{2}}\epsilon c^{\beta }c^{\gamma }{f_{\beta \gamma }}^{\alpha }}
{\displaystyle \delta B_{A}=0}
여기서 {\displaystyle \epsilon }은 그라스만 도움변수다. 이 연산자를 {\displaystyle Q}라고 부르자. 이는 {\displaystyle Q^{2}=0}을 만족한다. 따라서 실재하는 상태는 {\displaystyle \ker Q/\operatorname {Im} Q}이다.

### 양-밀스 이론의 양자화
리 대수 {\displaystyle {\mathfrak {g}}}의 게이지군을 가진 양-밀스 이론을 생각하자. 즉 게이지장은 {\displaystyle {\mathfrak {g}}}의 값을 지닌 장이다. 게이지 고정 조건 {\displaystyle G^{a}=\xi \partial ^{\mu }A_{\mu }^{a}}을 도입하자. 이렇게 하면 게이지장 밖에 파데예프-포포프 유령장 {\displaystyle b^{a}}와 {\displaystyle c^{a}}가 필요하다. 여기에 보조장 {\displaystyle B^{a}}를 추가하자.
그러면 작용은 다음과 같다.
{\displaystyle {\mathcal {L}}=-{1 \over 4g^{2}}\operatorname {Tr} [F^{\mu \nu }F_{\mu \nu }]+{1 \over 2g^{2}}\operatorname {Tr} [BB]-{1 \over g^{2}}\operatorname {Tr} [BG]-{\xi  \over g^{2}}\operatorname {Tr} [\partial ^{\mu }bD_{\mu }c]}
여기에 BRST 연산자 {\displaystyle Q}를 다음과 같이 정의하자.
{\displaystyle QA=Dc}
{\displaystyle Qc={i \over 2}[c,c]_{L}}
{\displaystyle QB=0}
{\displaystyle Qb=B}

## 같이 보기
- 바탈린-빌코비스키 대수

## 참고 문헌
- Becchi, Carlo Maria (2008). “Becchi-Rouet-Stora-Tyutin symmetry”. 《Scholarpedia》 (영어) 3 (10): 7135. doi:10.4249/scholarpedia.7135.
- Becchi, Carlo (1996). “Introduction to BRS symmetry” (영어). arXiv:hep-th/9607181.
- D. R. Bes; O. Civitarese (2002년 5월). “Illustrations of the Becchi–Rouet–Stora–Tyutin invariance by means of simple toy models”. 《American Journal of Physics》 (영어) 70 (5): 548–555. doi:10.1119/1.1450574.
- Horuzhy, S. S.; A. V. Voronin (1989년 12월). “Remarks on mathematical structure of BRST theories”. 《Communications in Mathematical Physics》 (영어) 123 (4): 677–685. doi:10.1007/BF01218591.
- Barnich, Glenn; Friedemann Brandt; Marc Henneaux (2000년 11월). “Local BRST cohomology in gauge theories”. 《Physics Reports》 (영어) 338 (5): 439–569. arXiv:hep-th/0002245. doi:10.1016/S0370-1573(00)00049-1.
- van Holten, J.W. (2005). 〈Aspects of BRST quantization〉. 《Topology and Geometry in Physics》 (영어). Lecture Notes in Physics 659. Berlin, Heidelberg: Springer. 99–166쪽. Bibcode:2005LNP...659...99V. doi:10.1007/978-3-540-31532-2_3. ISBN 978-3-540-23125-7. ISSN 0075-8450.